# دان ديون
دان ديون (بالإنجليزية: Dan Dion)‏ هو مصور أمريكي، ولد في 11 ديسمبر 1970.